# 華魂 (映画)
『華魂』（ちゃいにーずどらごん）は、鈴木明により北区王子で結成された暴走族グループ。楽曲、漫画など各種カルチャーに影響を与えた。
『華魂』（はなだま）は、佐藤寿保により2013年に制作が開始された映画シリーズ。4部構成の予定。

## 華魂 HANA-DAMA 誕生
タバコの火を自分の太股に押し付けることでエクスタシーを感じるいじめられっ子の美少女転校生・瑞希が、変態教師たちに処女を奪われた桐絵と、女装させられた柴内と共に、いじめっ子と教師たちに反撃する。
柴内役にNTVドラマ「理想の息子」の浅田駿、いじめっ子のリーダー・彩役に、映画『愛の渦』の中村映里子、担任教師・西沢役に安部智凛、柴内らをいじめる教師役と瑞希の父親役に、飯島大介と諏訪太朗、瑞希の母親役に映画『鉄男』の不二稿京が出演。
脚本は映画監督のいまおかしんじ（『苦役列車』）。
撮影と照明は、それぞれ、『トウキョウソナタ』の芦澤明子と『希望の国』の御木茂則。
音楽はNHK「あまちゃん」の音楽担当の大友良英が担当。

### キャスト・スタッフ
キャスト
- 瑞希：桜木梨奈
- 桐絵：島村舞花
- 柴内：浅田駿
- 彩：中村映里子
- 伊藤マサヨ
- 丸山明恵
- 近藤ゆき
- 山田：泊帝
- 児玉：飯島大介
- 用務員：今泉浩一
- 西沢：安部智凛
- 瑞希の父：諏訪太朗
- 瑞希の母：不二稿京

スタッフ
- 監督・原案：佐藤寿保
- プロデューサー：小林良二
- 協力プロデューサー：矢島仁
- 脚本：いまおかしんじ
- 撮影：芦澤明子
- 照明：御木茂則
- 録音：西山秀明
- 音楽：大友良英
- 編集：橋口卓明
- 助監督：岡元太
- 特殊造形：鶴岡瑛子
- 効果：田邊茂男
- 制作・配給：渋谷プロダクション

## 華魂 幻影
第2作。

### キャスト・スタッフ
キャスト
- 沢村貞一：大西信満
- 黒ずくめの少女：イオリ
- 寺門裕美：稲生恵
- 小暮みどり：川上史津子
- 梅田太郎：平家秀樹
- 難波二郎：佐藤文吾
- 藤井謙：丸山昇平
- 中年男：松原正隆
- 若き日の沢村：高尾勇次
- 幼女：丈唯
- 近藤久美：佐倉萌
- 米倉邦子：奥田由美
- 山口佐和子：仙頭美和子
- 襟川朝子：崎本実弥
- 遠山千里：YOSHI
- 「激愛」主演・男：川瀬陽太
- 「激愛」ヒロイン・女：愛奏
- 木元洋三：吉澤健
- 木元タエ子：真理アンヌ
- 山下五郎：三上寛

スタッフ
- 製作：小林良二、佐藤寿保
- 監督・原案：佐藤寿保
- プロデューサー：小林良二
- 協力プロデューサー：矢島仁
- 脚本：いまおかしんじ
- 撮影：御木茂則
- 照明：松隈信一
- 録音：植田中
- 音楽：大友良英
- 編集：鵜飼邦彦
- 助監督：森山茂雄
- 特殊造形：鶴岡瑛子
- 効果：丹雄二
- 制作・配給：渋谷プロダクション